# Jessica Beinecke

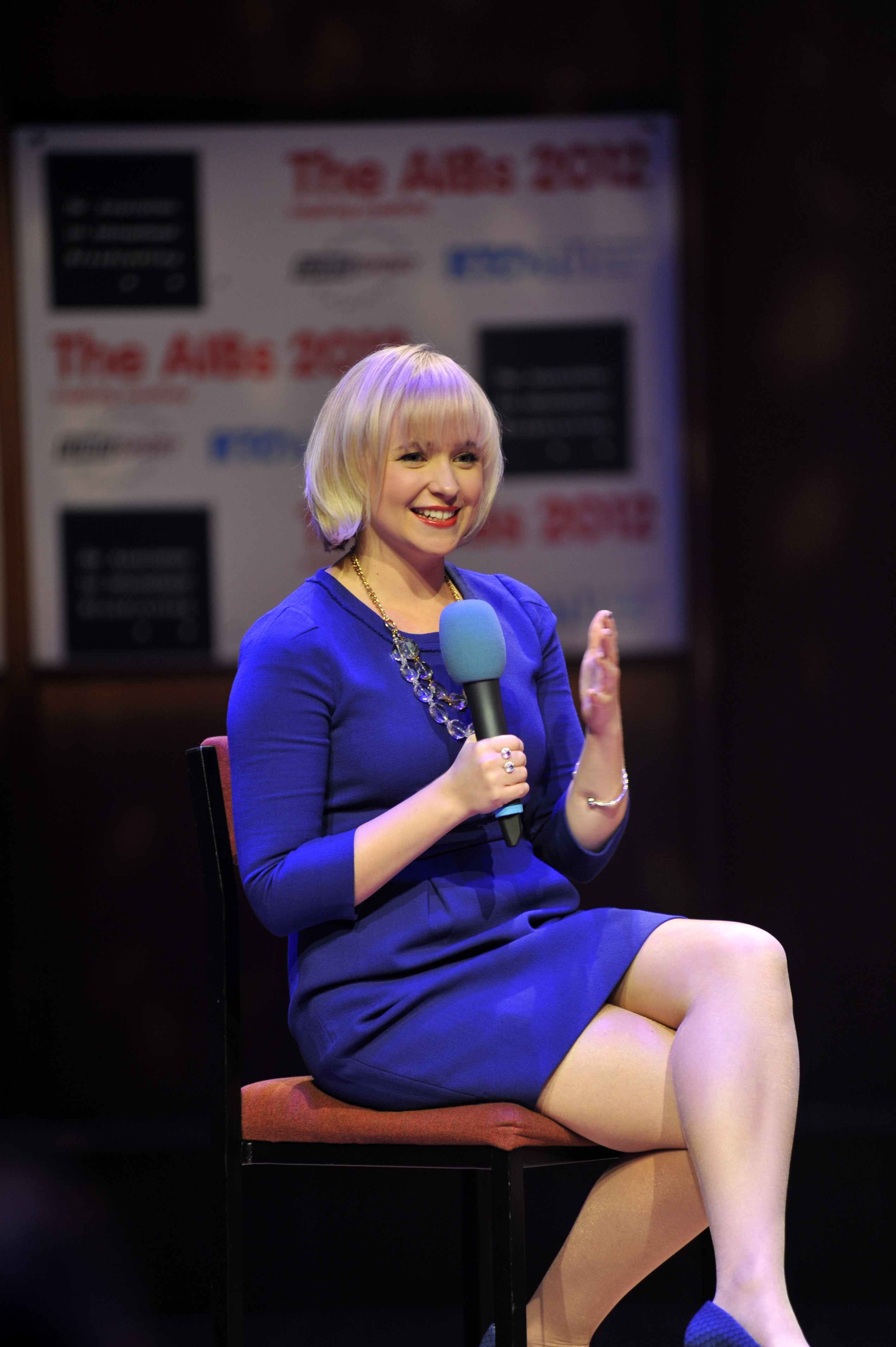
Jessica Beinecke, 2012, London

Jessica Beinecke (chinesisch: 白洁, Bái Jié; * 1986 in Ohio) ist eine US-amerikanische Journalistin, die für den US-Sender Voice of America chinesischen Internet-Nutzern amerikanische Alltagssprache und Slang beibringt.
Beinecke war eine Zeit lang damit sehr erfolgreich, da sie ihre kurzen und unterhaltsamen Lektionen auf Chinesisch erklären konnte. Doch dann wurde ihre Seite im März 2012 von den chinesischen Behörden blockiert.

## Leben
Jessica Beinecke wurde 1986 im Bundesstaat Ohio geboren und wuchs in der Kleinstadt Pickerington auf. Sie studierte Journalismus an der Ohio State University und lernte Chinesisch am Middlebury College sowie in den chinesischen Städten Peking und Hangzhou.